# Адес, Томас
То́мас А́дес (также Аде́с, англ. Thomas Adès; род. 1 марта 1971, Лондон) — британский композитор, пианист, дирижёр.

## Биография
Родился в Лондоне в семье поэта Тимоти Адеса (род. 1941), сирийско-еврейского происхождения, и искусствоведа Джозефины Дон Адес  (урождённой Тилден-Паттерсон, род. 1943), профессора истории и теории искусства Эссекского университета. Учился в Гилдхоллской школе музыки и театра у Пола Берковица (англ. Paul Berkowitz, фортепиано) и Роберта Сэкстона (композиция), затем окончил Королевский колледж в Кембридже (1992, с отличием), где учился у Александра Гёра и Робина Холлоуэя.
В 1993—1995 годы — ассоциированный композитор оркестра Халле, в 1998—2000 годы — первый музыкальный руководитель камерного оркестра «Бирмингемская группа современной музыки». В 1999—2008 годах был художественным руководителем фестиваля в Олдборо; с 2000 года — композитор ежегодного калифорнийского музыкального фестиваля в Охае. В 2009 году он был художественным руководителем ежегодного Фестиваля композиторов в Стокгольмском концертном зале, а в 2010 году был назначен  членом Шведской королевской академии музыки . 8 октября 2015 года Адес был избран в Совет директоров Театра Европейской академии музыки ,.
Профессор композиции в Королевской Академии музыки (Лондон).
Дирижирует как своими, так и произведениями других композиторов; выступал с оркестром BBC, Нью-Йоркским филармоническим оркестром и камерным оркестром «Лондонская симфониетта» и многими другими известными оркестрами.
Выступает и как пианист, сольный диск выпущен студией EMI.

### Личная жизнь
В 2006 году заключил гражданское партнёрство с израильским видеодизайнером и кинорежиссёром Талем Рознером (род. 1978).

## Творчество
Первое сочинение для сопрано и фортепиано «Пять Элиотовских ландшафтов» было опубликовано в 1990.
Его оперы поставлены во многих оперных театрах, включая Метрополитен Опера. В 2007 году широкая ретроспектива сочинений Адеса прошла в Лондонском Барбикан-центре (англ. Traced Overhead: The Musical World of Thomas Ades), на фестивале в Хельсинки и на Французском радио.

### Избранные сочинения
вокальные сочинения
- на тексты Омара Хайяма, Теннесси Уильямса, Филипа Ларкина и др.
- пьеса для меццо-сопрано, хора и оркестра «Америка» (1999)
- пьеса «Брамс» для баритона и оркестра (2001),

оперы
- «Припудри ей лицо» (англ. Powder Her Face, 1995, либретто Филиппа Хеншера[англ.])
- «Буря» (2004, по драме Шекспира)
- «The Exterminating Angel» (2016, постановка запланирована на 2017)[12]

камерная музыка
- камерная симфония (1993)
- концерт для камерного оркестра «Живые игрушки» (1993)
- струнный квартет «Аркадиана» (1998)
- фортепианный квинтет (2005, записан Ардитти-квартетом вместе с Адесом как пианистом)

концерты
- скрипичный концерт «Шаги по кругу» (2005)
- концерт «В семь дней» для фортепиано, оркестра и шести видеоэкранов (2008)

симфонические произведения
- «Asyla» для оркестра (1997, сочинение впервые исполнено Бирмингемским оркестром под управлением Саймона Реттла)
- «Tevot» для оркестра (2007, исполнено Берлинским филармоническим оркестром под управлением С. Реттла)
- «Polaris» для оркестра и пяти видеоэкранов (2011, исполнено оркестром «Новая мировая симфония[англ.]» под руководством Майкла Тилсона Томаса).

Список произведений по 2013 год включительно представлен на сайте Faber Music Limited.

### Дискография
Записи выступлений и произведений Т. Адеса осуществляли Warner Classics, EMI Classics, Avie Records и другие компании.

## Отзывы
По мнению композитора и музыкального критика Бориса Филановского, Адес принадлежит к числу редчайших «современных вундеркиндов-композиторов, которые, выросши, сделались серьёзными авторами», потому что «уже к 18 годам (что крайне рано) написали превосходные произведения, но продолжали меняться и развиваться»

Он перерос свой статус вундеркинда британской сцены и стал одной из наиболее внушительных фигур в современной классической музыке.
Оригинальный текст (англ.)He has outgrown his status as the wunderkind of a vibrant British scene and become one of the most imposing figures in contemporary classical music.
— The New Yorker Magazine

## Награды и признание
- 2-е место среди пианистов на конкурсе Молодой музыкант года Би-би-си (1989)[7]
- премия Международной трибуны композиторов[англ.] (Париж, 1994) в категории композиторов до 30 лет — за «Живые игрушки» (англ. Living Toys)[19]
- премия[англ.] Королевского филармонического общества[англ.] (1997) в номинации «произведение крупной формы» — за пьесу «Убежища»[20]
- премия Elise L. Stoeger Общества камерной музыки[англ.] Линкольн-центра (Нью-Йорк, 1998) — за «Аркадиану»[15]
- премия Пасхального фестиваля[нем.] (Зальцбург, 1999)[15]
- поощрительная премия Эрнста фон Сименса (1999)[21]
- премия Гравемайера (2000) — за пьесу «Asyla»
- Премия Хиндемита (2001)
- почётный доктор университета в Эссексе (2004)
- премия Королевского филармонического общества (2005) — за «Бурю»[15]
- Classical BRIT Awards (2010) в номинации Композитор года
- премия Грэмми (2014) за запись оперы «Буря» (Метрополитен-опера, дирижёр Т. Адес; Deutsche Grammophon)[22][23]